# Pelusios adansonii
Espèce
Synonymes
- Emys adansonii Schweigger, 1812

Pelusios adansonii est une espèce de tortue de la famille des Pelomedusidae.

## Répartition
Cette espèce se rencontre au Sénégal, en Mauritanie, au Mali, au Niger, au Nigeria, au Cameroun, en Centrafrique, au Tchad, au Soudan et en Éthiopie. Sa présence est incertaine au Bénin.

## Description
Cette tortue aquatique vit dans les cours d'eau limoneux ou autres marécages. Il s'agit d'une espèce omnivore.

## Publication originale
- Schweigger, 1812 : Prodromus Monographia Cheloniorum auctore Schweigger. Königsberger Archiv für Naturwissenschaft und Mathematik, vol. 1, p. 271-368 & 406-458 (texte intégral).